# CAF Confederation Cup 2015
Der CAF Confederation Cup 2015 (aus Sponsorengründen auch Orange CAF Confederation Cup 2015 genannt) war die 12. Spielzeit des zweitwichtigsten afrikanischen Wettbewerbs für Vereinsmannschaften im Fußball unter dieser Bezeichnung. Die Saison begann mit der Vorrunde am 13. Februar 2015 und endete mit den Finalspielen im November 2015. Titelverteidiger war der ägyptische Verein al Ahly SC.
Sieger wurde Étoile Sportive du Sahel aus Tunesien, die sich im Finale nach einem Gesamtergebnis von 2:1 gegen Orlando Pirates durchsetzen konnten. Sie qualifizierten sich somit für den CAF Super Cup gegen den Sieger der Champions League 2015.

## Vorrunde
Die Auslosung fand am 22. Dezember 2014 statt. Die Hinspiele wurden vom 13. bis zum 15. Februar, die Rückspiele vom 27. Februar bis zum 1. März 2015 ausgetragen.
|                             | Gesamt          |                            | Hinspiel | Rückspiel |
| --------------------------- | --------------- | -------------------------- | -------- | --------- |
| MC Alger                    | 0:2             | Sahel SC                   | 0:0      | 0:2       |
| RS Berkane                  | (a)2:2(a)       | Onze Créateurs de Niaréla  | 2:1      | 0:1       |
| al-Ittihad                  | 7:1             | Elect Sport N’Djamena FC   | 6:1      | 1:0       |
| Al-Ghazal FC                | 1:7             | Petrojet FC                | 0:1      | 1:6       |
| Unisport Bafang             | 2:3             | Olympique de Ngor          | 1:0      | 1:3       |
| Accra Hearts of Oak         | 1:0             | AS Police FC               | 1:0      | 0:0       |
| ASO Chlef                   | 2:1             | Kamboi Eagles              | 2:0      | 0:1       |
| Horoya AC                   | 4:3             | FC Fassell                 | 1:0      | 3:3       |
| Leones Vegetarianos FC      | 1:1 (3:5 i. E.) | Dolphins FC                | 1:0      | 0:1       |
| Côte d’Or FC                | 2:5             | Dedebit FC                 | 2:3      | 0:2       |
| Racing Club Bobo-Dioulasso  | 0:4             | Warri Wolves FC            | 0:1      | 0:3       |
| Étoile du Congo             | 2:3             | FC MK Etanchéité           | 1:2      | 1:1       |
| Panthère Sportive du Ndé FC | 0:2             | Rayon Sports               | 0:1      | 0:1       |
| AS Togo-Port                | 5:3             | CARA Brazzaville           | 2:0      | 3:3       |
| Al Khartoum SC              | 1:2             | Power Dynamos              | 1:0      | 0:2       |
| CF Mounana                  | 8:1             | Polisi Sports Club         | 5:0      | 3:1       |
| Uganda Revenue Authority SC | 4:2             | ASSM Elgeco Plus           | 3:2      | 1:0       |
| Sofapaka FC                 | 2:4             | FC Platinum                | 1:2      | 1:2       |
| Young Africans SC           | 3:2             | Botswana Defence Force XI  | 2:0      | 1:2       |
| Sport Luanda e Benfica      | 3:0             | Le Messager FC de Ngozi    | 2:0      | 1:0       |
| Volcan Club de Moroni       | 0:5             | Atlético Petróleos Luanda  | 0:1      | 0:4       |
| Bidvest Wits                | 3:3 (6:7 i. E.) | Royal Leopards FC          | 3:0      | 0:3       |
| Petite Rivière Noire FC     | 3:7             | Clube Ferroviário da Beira | 1:2      | 2:5       |

## Erste Runde
Die Auslosung fand am 22. Dezember 2014 statt. Die Hinspiele wurden vom 13. bis zum 15. März, die Rückspiele vom 3. bis zum 5. April 2015 ausgetragen.
|                           | Gesamt          |                             | Hinspiel | Rückspiel |
| ------------------------- | --------------- | --------------------------- | -------- | --------- |
| Onze Créateurs de Niaréla | 2:1             | Sahel SC                    | 2:1      | 0:0       |
| ASEC Mimosas              | 3:2             | al-Ittihad                  | 1:1      | 2:1       |
| Djoliba AC                | 2:1             | Petrojet FC                 | 2:1      | 0:0       |
| Accra Hearts of Oak       | 5:3             | Olympique de Ngor           | 2:1      | 3:2       |
| Horoya AC                 | 1:1 (3:5 i. E.) | ASO Chlef                   | 1:0      | 0:1       |
| Club Africain Tunis       | 1 w/o 1         | Dolphins FC                 | —        | —         |
| Warri Wolves FC           | 2:0             | Dedebit FC                  | 2:0      | 0:0       |
| Al-Ahly Shendi            | 3:6             | FC MK Etanchéité            | 2:1      | 1:5       |
| al Zamalek SC             | 6:1             | Rayon Sports                | 3:1      | 3:0       |
| FUS de Rabat              | 4:2             | AS Togo-Port                | 3:0      | 1:2       |
| CF Mounana                | 4:3             | Power Dynamos               | 4:0      | 0:3       |
| Orlando Pirates           | 4:3             | Uganda Revenue Authority SC | 2:1      | 2:2       |
| Young Africans SC         | 5:2             | FC Platinum                 | 5:1      | 0:1       |
| Étoile Sportive du Sahel  | 2:1             | Sport Luanda e Benfica      | 1:0      | 1:1       |
| Royal Leopards FC         | 3:2             | Atlético Petróleos Luanda   | 2:2      | 1:0       |
| AS Vita Club              | 3:1             | Clube Ferroviário da Beira  | 3:0      | 0:1       |

Anmerkungen

## Zweite Runde
Die Auslosung fand am 22. Dezember 2014 statt. Die Hinspiele wurden vom 17. bis zum 19. April, die Rückspiele vom 1. bis zum 3. Mai 2015 ausgetragen.
|                           | Gesamt    |                          | Hinspiel | Rückspiel |
| ------------------------- | --------- | ------------------------ | -------- | --------- |
| Onze Créateurs de Niaréla | 0:3       | ASEC Mimosas             | 0:1      | 0:2       |
| Djoliba AC                | (a)2:2(a) | Accra Hearts of Oak      | 1:2      | 1:0       |
| ASO Chlef                 | 1:2       | Club Africain Tunis      | 1:1      | 0:1       |
| Warri Wolves FC           | 3:1       | FC MK Etanchéité         | 2:1      | 1:0       |
| al Zamalek SC             | 3:2       | FUS de Rabat             | 0:0      | 3:2       |
| CF Mounana                | 2:5       | Orlando Pirates          | 2:2      | 0:3       |
| Young Africans SC         | 1:2       | Étoile Sportive du Sahel | 1:1      | 0:1       |
| Royal Leopards FC         | 2:4       | AS Vita Club             | 1:0      | 1:4       |

## Play-off-Runde
Die Auslosung fand am 5. Mai 2015 statt. Dabei wurde je ein Sieger der zweiten Runde gegen einen Unterlegenen der zweiten Runde der Champions League gelost, wobei die Vereine des CAF Confederation Cups im Rückspiel Heimrecht hatten. Die Hinspiele wurden vom 15. bis zum 17. Mai, die Rückspiele vom 5. bis zum 7. Juni 2015 ausgetragen.
|                  | Gesamt          |                          | Hinspiel | Rückspiel |
| ---------------- | --------------- | ------------------------ | -------- | --------- |
| al Ahly SC       | 3:3 (5:4 i. E.) | Club Africain Tunis      | 2:1      | 1:2       |
| Espérance Tunis  | 5:1             | Accra Hearts of Oak      | 4:0      | 1:1       |
| AC Léopards      | 4:3             | Warri Wolves FC          | 3:0      | 1:3       |
| CS Sfax          | 3:1             | ASEC Mimosas             | 2:0      | 1:1       |
| Stade Malien     | 4:3             | AS Vita Club             | 2:0      | 2:3       |
| AS Kaloum Star   | 1:6             | Orlando Pirates          | 0:2      | 1:4       |
| SM Sanga Balende | 2:3             | al Zamalek SC            | 1:0      | 1:3       |
| Raja Casablanca  | 2:3             | Étoile Sportive du Sahel | 2:0      | 0:3       |

## Gruppenphase
Die Gruppenauslosung fand am 5. Mai 2015 in der ägyptischen Hauptstadt Kairo statt. Die acht Sieger der Play-off-Runde wurden in zwei Lostöpfe eingeteilt und zu zwei Gruppen mit jeweils vier Mannschaften gelost. Gesetzt wurden die Mannschaften nach ihren Ergebnissen in den CAF-Wettbewerben der letzten fünf Spielzeiten (CAF-Fünfjahreswertung). Die Gruppensieger und -zweiten qualifizierten sich für das Halbfinale, die Dritt- und Viertplatzierten schieden aus dem Wettbewerb aus. Bei Punktgleichheit zweier oder mehrerer Mannschaften wurde die Platzierung durch folgende Kriterien ermittelt:
1. Anzahl Punkte im direkten Vergleich
2. Tordifferenz im direkten Vergleich
3. Anzahl Tore im direkten Vergleich
4. Anzahl Auswärtstore im direkten Vergleich
5. Wenn nach der Anwendung der Kriterien 1 bis 4 immer noch mehrere Mannschaften denselben Tabellenplatz belegen, werden die Kriterien 1 bis 4 erneut angewendet, jedoch ausschließlich auf die Direktbegegnungen der betreffenden Mannschaften. Sollte auch dies zu keiner definitiven Platzierung führen, werden die Kriterien 6 bis 9 angewendet.
6. Tordifferenz aus allen Gruppenspielen
7. Anzahl Tore in allen Gruppenspielen
8. Anzahl Auswärtstore in allen Gruppenspielen
9. Losziehung

### Gruppe A
| Pl. | Verein                   | Sp. | S | U | N | Tore    | Diff. | Punkte |
| --- | ------------------------ | --- | - | - | - | ------- | ----- | ------ |
| 1.  | al Ahly SC               | 6   | 4 | 1 | 1 | 006:100 | +5    | 13     |
| 2.  | Étoile Sportive du Sahel | 6   | 4 | 1 | 1 | 006:300 | +3    | 13     |
| 3.  | Stade Malien             | 6   | 1 | 2 | 3 | 003:500 | −2    | 05     |
| 4.  | Espérance Tunis          | 6   | 1 | 0 | 5 | 003:900 | −6    | 03     |

| 26./28. Juni 2015        |     |                          |                           |
| Étoile Sportive du Sahel | 1:0 | Stade Malien             | Stade Olympique de Sousse |
| al Ahly SC               | 3:0 | Espérance Tunis          | Suez-Stadion              |
| 11./12. Juli 2015        |     |                          |                           |
| Espérance Tunis          | 0:1 | Étoile Sportive du Sahel | Stade Hammadi Agrebi      |
| Stade Malien             | 0:0 | al Ahly SC               | Stade Modibo Keïta        |
| 25. Juli 2015            |     |                          |                           |
| al Ahly SC               | 1:0 | Étoile Sportive du Sahel | Suez-Stadion              |
| Espérance Tunis          | 1:2 | Stade Malien             | Stade Hammadi Agrebi      |
| 8./9. August 2015        |     |                          |                           |
| Étoile Sportive du Sahel | 1:0 | al Ahly SC               | Stade Olympique de Sousse |
| Stade Malien             | 0:1 | Espérance Tunis          | Stade Modibo Keïta        |
| 22./23. August 2015      |     |                          |                           |
| Espérance Tunis          | 0:1 | al Ahly SC               | Stade Hammadi Agrebi      |
| Stade Malien             | 1:1 | Étoile Sportive du Sahel | Stade Modibo Keïta        |
| 12. September 2015       |     |                          |                           |
| Étoile Sportive du Sahel | 2:1 | Espérance Tunis          | Stade Olympique de Sousse |
| al Ahly SC               | 1:0 | Stade Malien             | Suez-Stadion              |

### Gruppe B
| Pl. | Verein          | Sp. | S | U | N | Tore    | Diff. | Punkte |
| --- | --------------- | --- | - | - | - | ------- | ----- | ------ |
| 1.  | al Zamalek SC   | 6   | 5 | 0 | 1 | 012:400 | +8    | 15     |
| 2.  | Orlando Pirates | 6   | 4 | 0 | 2 | 008:600 | +2    | 12     |
| 3.  | AC Léopards     | 6   | 1 | 2 | 3 | 002:600 | −4    | 05     |
| 4.  | CS Sfax         | 6   | 0 | 2 | 4 | 002:800 | −6    | 02     |

| 27. Juni 2015       |     |                 |                            |
| AC Léopards         | 0:1 | Orlando Pirates | Stade Denis Sassou Nguesso |
| al Zamalek SC       | 1:0 | CS Sfax         | Petrosport-Stadion         |
| 10./11. Juli 2015   |     |                 |                            |
| CS Sfax             | 1:1 | AC Léopards     | Stade Taïeb Mhiri          |
| Orlando Pirates     | 1:2 | al Zamalek SC   | Mbombela-Stadion           |
| 26. Juli 2015       |     |                 |                            |
| al Zamalek SC       | 2:0 | AC Léopards     | Petrosport-Stadion         |
| CS Sfax             | 0:1 | Orlando Pirates | Stade Taïeb Mhiri          |
| 8./9. August 2015   |     |                 |                            |
| Orlando Pirates     | 2:0 | CS Sfax         | Orlando Stadium            |
| AC Léopards         | 1:0 | al Zamalek SC   | Stade Denis Sassou Nguesso |
| 22./23. August 2015 |     |                 |                            |
| Orlando Pirates     | 2:0 | AC Léopards     | Orlando Stadium            |
| CS Sfax             | 1:3 | al Zamalek SC   | Stade Taïeb Mhiri          |
| 13. September 2015  |     |                 |                            |
| AC Léopards         | 0:0 | CS Sfax         | Stade Denis Sassou Nguesso |
| al Zamalek SC       | 4:1 | Orlando Pirates | Petrosport-Stadion         |

## Finalrunde

### Halbfinale
Die Auslosung fand am 5. Mai 2015 statt. Die Hinspiele wurden am 26. und 27. September, die Rückspiele am 3. und 4. Oktober 2015 ausgetragen.
|                          | Gesamt |               | Hinspiel | Rückspiel |
| ------------------------ | ------ | ------------- | -------- | --------- |
| Orlando Pirates          | 5:3    | al Ahly SC    | 1:0      | 4:3       |
| Étoile Sportive du Sahel | 5:4    | al Zamalek SC | 5:1      | 0:3       |

### Finale

#### Hinspiel
| Orlando Pirates                                     | Orlando Pirates | Étoile Sportive du Sahel | Étoile Sportive du Sahel |
| --------------------------------------------------- | --- | --- | ------------------------ |
| Orlando Pirates                                     | \| 21. November 2015 in Johannesburg (Orlando Stadium) \| \| Ergebnis: 1:1 (1:0) \| \| Schiedsrichter: Janny Sikazwe ( Sambia) \| | \| 21. November 2015 in Johannesburg (Orlando Stadium) \| \| Ergebnis: 1:1 (1:0) \| \| Schiedsrichter: Janny Sikazwe ( Sambia) \| | Étoile Sportive du Sahel |
| Orlando Pirates                                     | Felipe Ovono – Thabo Matlaba, Ayanda Gcaba, Happy Jele, Siyabonga Sangweni – Mpho Makola, Thandani Ntshumayelo – Thabo Rakhale, Lehlogonolo Masalesa (83. Issa Sarr) – Thamsanqa Gabuza, Kermit Erasmus (88. Gift Motupa) Cheftrainer: Eric Tinkler ( Südafrika) | Zied Jebali – Hamdi Nagguez, Zied Boughattas, Ammar Jemal, Ghazi Abderrazzak – Iheb Msakni (85. Diogo da Silva Farias), Mohamed Amine Ben Amor – Hamza Lahmar, Franck Kom, Alaya Brigui (87. Mehdi Saâda) – Baghdad Bounedjah Cheftrainer: Faouzi Benzarti ( Tunesien) | Étoile Sportive du Sahel |
| Orlando Pirates                                     | 1:0 Gabuza (36.) | 1:1 Jemal (87.) | Étoile Sportive du Sahel |
| Orlando Pirates                                     | Abderrazzak (21.) | | Étoile Sportive du Sahel |
| 21. November 2015 in Johannesburg (Orlando Stadium) | | |                          |
| Ergebnis: 1:1 (1:0)                                 | | |                          |
| Schiedsrichter: Janny Sikazwe ( Sambia)             | | |                          |

#### Rückspiel
| Étoile Sportive du Sahel                                | Étoile Sportive du Sahel | Orlando Pirates | Orlando Pirates |
| ------------------------------------------------------- | --- | --- | --------------- |
| Étoile Sportive du Sahel                                | \| 29. November 2015 in Sousse (Stade Olympique de Sousse) \| \| Ergebnis: 1:0 (1:0) \| \| Schiedsrichter: Sidi Alioum ( Kamerun) \| | \| 29. November 2015 in Sousse (Stade Olympique de Sousse) \| \| Ergebnis: 1:0 (1:0) \| \| Schiedsrichter: Sidi Alioum ( Kamerun) \| | Orlando Pirates |
| Étoile Sportive du Sahel                                | Aymen Mathlouthi – Marouane Tej (84. Mehdi Saâda), Zied Boughattas, Ammar Jemal, Hamdi Nagguez – Franck Kom – Hamza Lahmar, Aymen Trabelsi – Baghdad Bounedjah (20. Diogo da Silva Farias), Iheb Msakni, Alaya Brigui Cheftrainer: Faouzi Benzarti ( Tunesien) | Felipe Ovono – Thabo Matlaba, Ayanda Gcaba, Happy Jele, Siyabonga Sangweni – Mpho Makola (71. Menzi Masuku), Gift Motupa – Thabo Rakhale (71. Sifiso Myeni), Lehlogonolo Masalesa – Kermit Erasmus, Thamsanqa Gabuza Cheftrainer: Eric Tinkler ( Südafrika) | Orlando Pirates |
| Étoile Sportive du Sahel                                | 1:0 Jemal (24.) | | Orlando Pirates |
| Étoile Sportive du Sahel                                | Brigui (68.) | Jele (43.) | Orlando Pirates |
| 29. November 2015 in Sousse (Stade Olympique de Sousse) | | |                 |
| Ergebnis: 1:0 (1:0)                                     | | |                 |
| Schiedsrichter: Sidi Alioum ( Kamerun)                  | | |                 |